# Abd al-Rahman Ruchdi
 (mars 2011).
Abd al-Rahman Ruchdi est un haut fonctionnaire, responsable d'entreprises industrielles appartenant à l'État, et diplomate égyptien.

## Biographie
Abd al-Rahman Ruchdi est un ingénieur polyglotte, parlant l'arabe, le français, l'anglais, l'italien et le turc et haut fonctionnaire égyptien. Il est formé en Angleterre, et après son retour en Égypte, il se lie d'amitié avec les derniers saint-simoniens restés dans le pays.
En 1837, il accompagne Edhem Pacha, ministre de l'Instruction publique d'Egypte, en Angleterre, il y retourne seul en 1844 pour y acheter des machines pour les filatures.
Il adresse à son ami Charles Joseph Lambert, de longues lettres sur la philosophie de Carlyle, qu'il a rencontré, et sur l'état de l'Angleterre.
Après avoir été nommé super-nazer des deux fabriques de Boulaq, chargé de gérer le transit entre Suez et Alexandrie, il est promu bey et envoyé en 1851 par Abbas Pacha en mission diplomatique à Constantinople.
Son rôle était alors de préserver la souveraineté du Khédive Abbas vis-à-vis de l'Empire ottoman, et empêcher l'application des Tanzimat en Égypte. Mais il n'est pas enthousiaste de servir un homme « qui ne demande qu'à se vautrer dans les grossiers plaisirs au prix du sang des malheureux fellahs ».
Politiquement, Ruchdi est pro-occidental, jusque dans sa vie privée. Ainsi, il n'hésite pas à divorcer de sa femme musulmane, pour se marier avec une Française, Sophie Léweillon (Onnaing 1820 - Versailles 1913), ce qui ne manque pas de créer un petit scandale religieux. Après la chute d'Abbas en 1850, Ruchdi prend son passeport anglais au nom de "Maurice Eula" et songe à se convertir au christianisme pour partir vivre en Australie.
Mais l'avènement du khédive Saïd en 1854, le pousse à réintégrer l'administration. Il devient tour à tour wekil du Commerce, directeur de la Compagnie égyptienne de navigation à vapeur de la mer Rouge (Medjidié) et enfin directeur de l'Imprimerie nationale.